# Réserve nationale de faune de Sainte-Claire
La réserve nationale de faune de Sainte-Claire (anglais : St. Clair National Wildlife Area) est une aire protégée du Canada et l'une des 10 réserves nationales de faune de l'Ontario. Elle est située au sud-est du lac Sainte-Claire et représente une importante halte migratoire pour la sauvagine. Créée en 1978, la réserve a une superficie de 2,89 km2. Elle a été désignée comme site Ramsar le 16 octobre 1985.